# Glasbrunnen

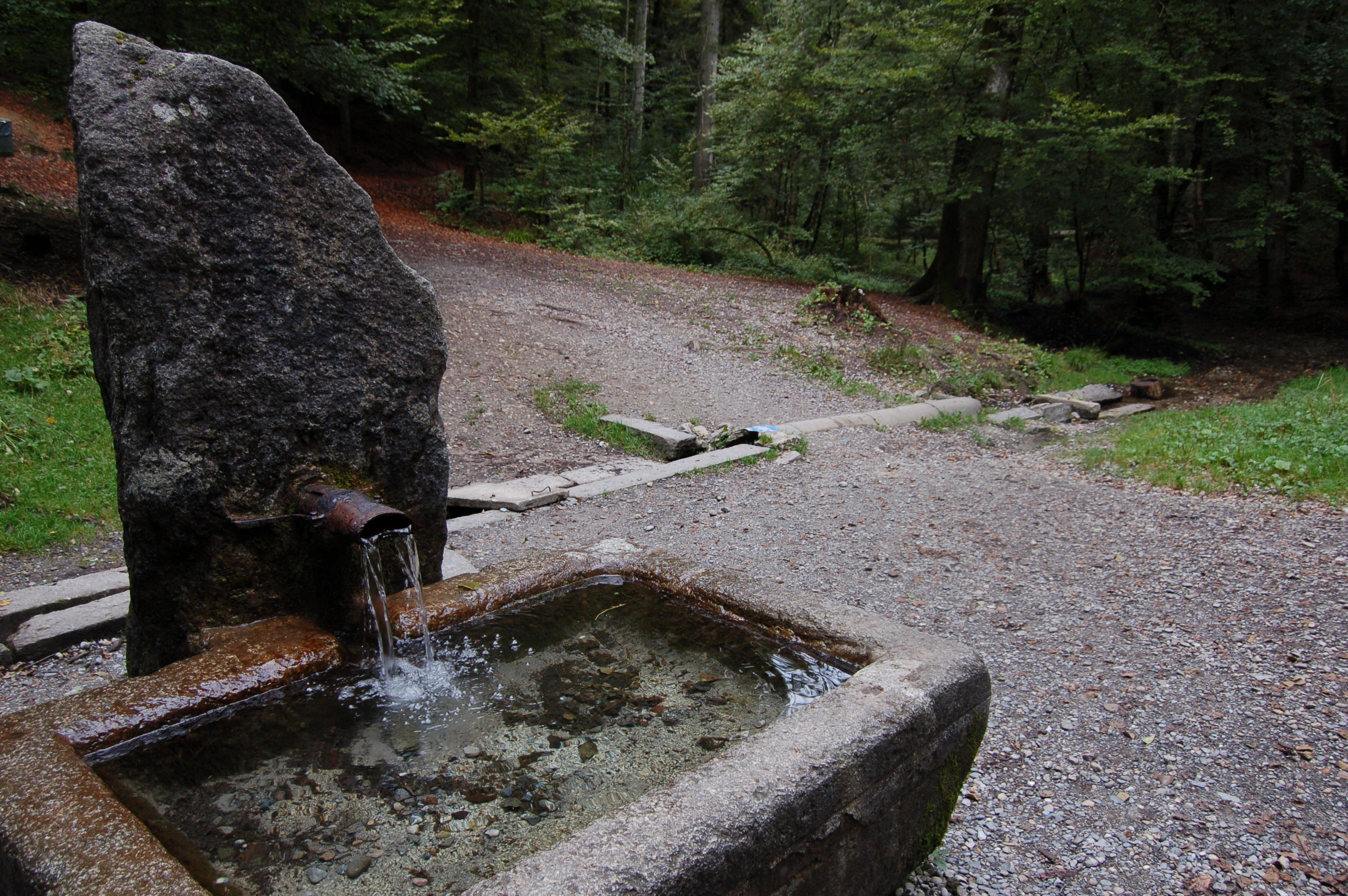
Der Glasbrunnen im Bremgartenwald mit Glasgraben im Hintergrund rechts, September 2012

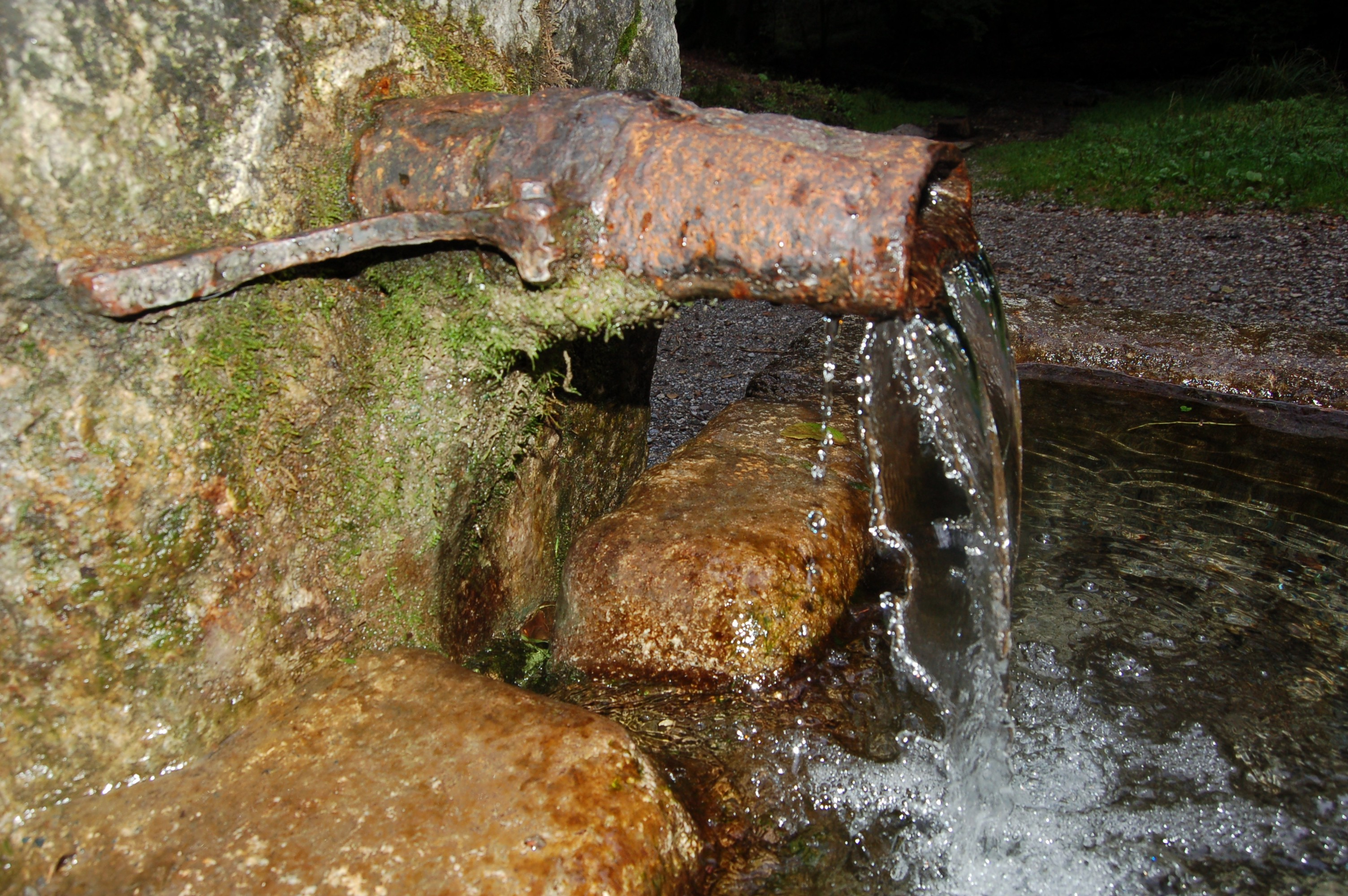
Ein- und Auslauf des Glasbrunnens, September 2012

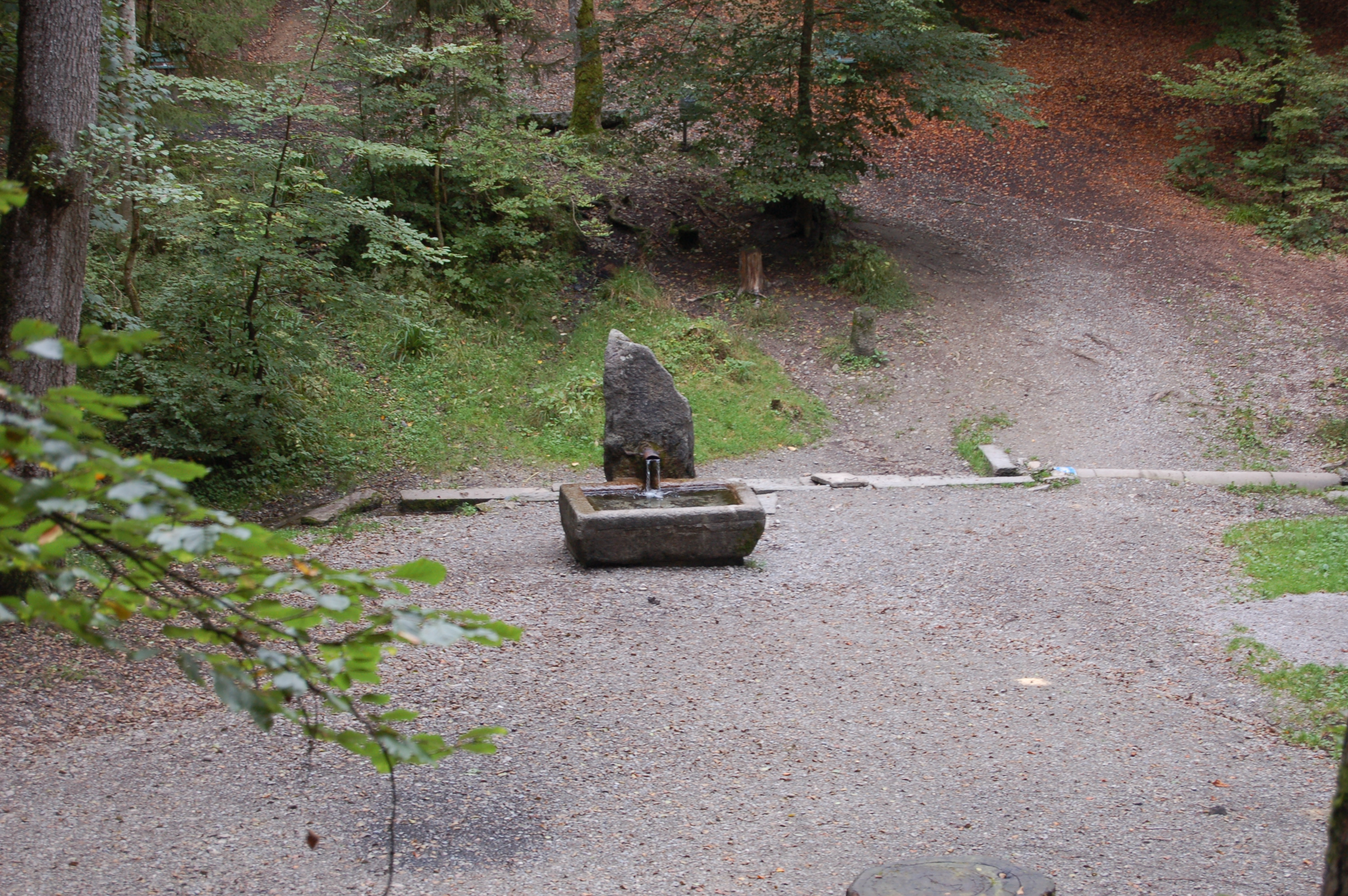
Der Glasbrunnen, Ansicht von Süden, September 2012

Der Glasbrunnen (ca.1911)

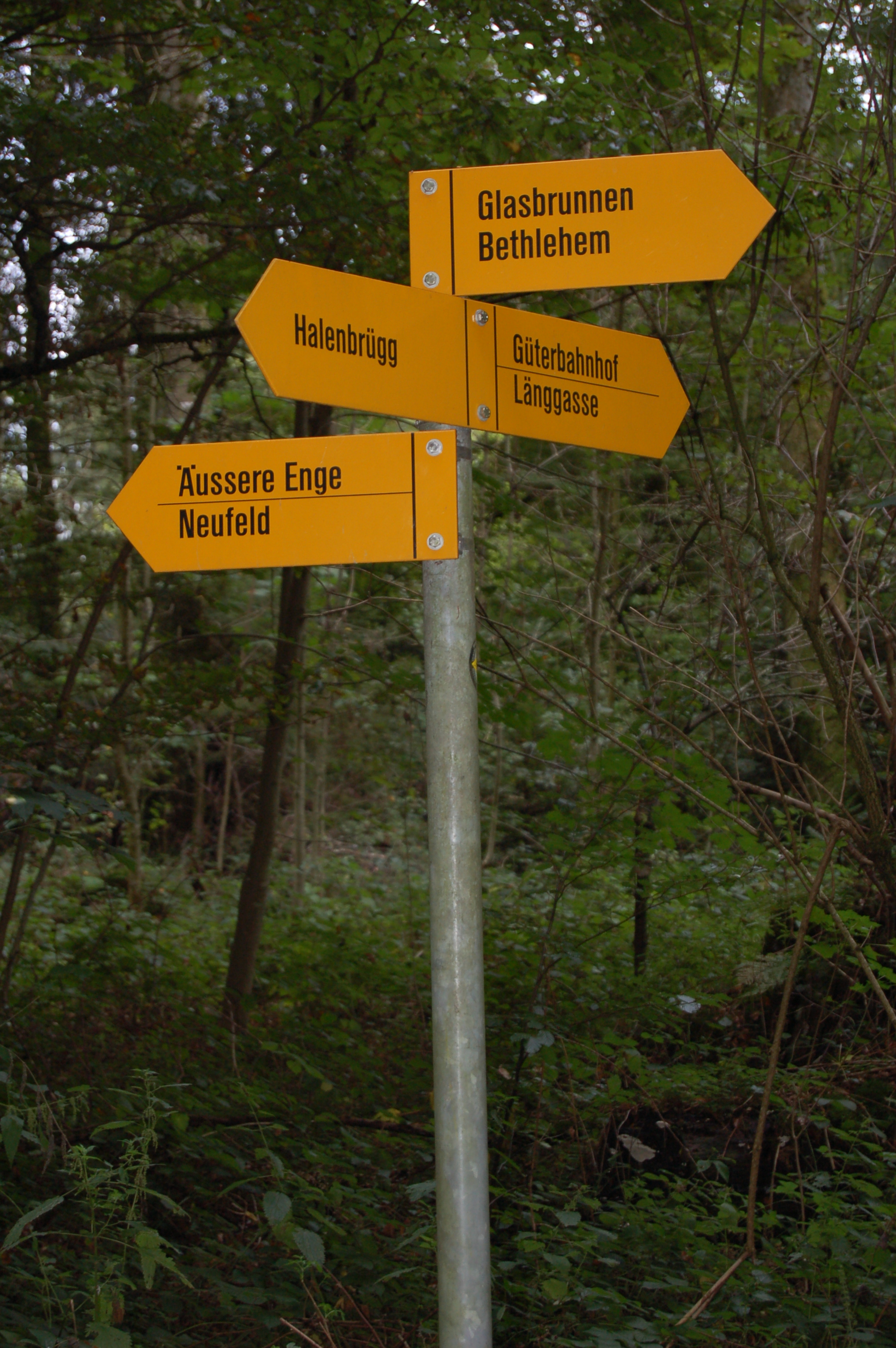
Wegweiser im Bremgartenwald zum Glasbrunnen

Der Glasbrunnen ist eine gefasste Quelle im Bremgartenwald, einem der Naherholungsgebiete auf dem Boden der Gemeinde Bern, und im Eigentum der Burgergemeinde Bern. Der Brunnen ist auch ein Flurname, ein Kreuzungspunkt von Waldwegen, ein Treffpunkt und ein Pilgerort von Esoterikern.

## Lage
Der Brunnen liegt auf 548 m ü. M. im Quartier Neufeld im Norden von Bern.
Über den Glasgraben fliesst das überschüssige Quellwasser zur Aare. Am Glasbrunnen vorbei führte die Bremgarten-Rundstrecke, auf der bis 1955 Formel-1-Rennen ausgetragen wurden.

## Wasserqualität
Das Glasbrunnenwasser ist mit ca. 32 französischen Härtegraden härter als das Leitungswasser aus dem nahe gelegenen Länggassquartier, das ca. 24 französische Härtegrade aufweist. Ein Blindtest des Berner Kantonslabors mit 67 Personen ergab 2010, dass das Wasser geschmacklich nicht von Berner Leitungswasser unterscheidbar ist.
Der Glasbrunnen gilt in Esoterikkreisen als mystischer Kraftort. Auf Internetseiten werden die angeblich geheimnisvollen Kräfte des Wassers beschrieben und der angenehme Geschmack gerühmt. Zu den dort aufgestellten Behauptungen gehört, das Wasser stamme vom Jungfraumassiv und sei deshalb vital und keimarm. Dies ist unzutreffend: das Einzugsgebiet der Quelle liegt im Bremgartenwald, wobei mit Grundwasserzuflüssen aus dem Siedlungsgebiet von Bümpliz-Bethlehem zu rechnen ist.
Der 1997 erstellte Bericht «Hydrogeologie westlich und nordwestlich von Bern» des Wasser- und Energiewirtschaftsamts hielt fest, die Waldquellen seien wegen der vielen Gefahrenherde im Einzugsgebiet für eine Nutzung zur öffentlichen Trinkwasserversorgung nicht geeignet. Aufgrund der umliegenden Siedlungsgebiete weist das Glasbrunnenwasser erhöhte Chlorid-, Nitrat- und Sulfatgehalte auf. 2020 wurde eine Verseuchung des Wassers mit  Kolibakterien festgestellt. Die Burgergemeinde Bern kontrolliert regelmässig die Wasserqualität und stellt die Wasserzufuhr des Brunnens immer wieder ab.

## Künstlerische Adaptionen
Der Glasbrunnen diente als Motiv für Kunst und Literatur, so beispielsweise für den Roman Der Weg zum Glasbrunnen (1983) von Sam Jaun und das Gemälde Waldlichtung (zum Glasbrunnen) von Hans Eggimann von 1922.

## Namensherkunft
Seit dem ausgehenden Mittelalter ist ein Brunnen am Glasbach im Bremgartenwald bekannt. Sein Name könnte auf das Vorhandensein einer Glashütte deuten.
Eine andere Erklärung führt die Namensgebung auf Magdalena Nägeli zurück, die Tochter des Hans Franz Nägeli («Ritter Nägeli»), der der Legende zufolge während dreissig Jahren in einem Schloss im Bremgartenwald gewohnt habe. Magdalena war dreimal verheiratet und habe nach jeder ihrer Hochzeiten ein Trinkglas in dem Brunnen gewaschen. Diese Gläser symbolisierten Körper, Herz und Geist. Von daher stamme der Glaube daran, dass das Wasser des Glasbrunnens eine heilende Wirkung habe. Tatsächlich gab es im Bremgartenwald jedoch nie ein Schloss: Hans Franz Nägeli wohnte im Schloss Bremgarten, das nicht im Wald liegt.
Die Märchenerzählerin Andrea Hofman bringt den Namen mit einer Ballade in Verbindung, die die Quelle für das Märchen Der Glasbrunnen in der Märchensammlung «Kinder- und Hausmärchen aus der Schweiz» von Otto Sutermeister gewesen sein soll. Die Ballade handelt von einer Jungfrau, die in einem Schloss im Bremgartenwald wohnte und der eine Fee einen Brunnen aus Edelsteinen und Goldspangen herbeizauberte. Hofman vermutet, dass die Ballade auf die Zeit der keltischen Besiedlung von Bern zurückgeht. Sie sieht im «Schloss» einen Hinweis auf das nahe Gebiet «Nägelischlössli», wo Reste keltischer Siedlungen gefunden wurden, und in den Goldspangen einen Hinweis auf keltischen Schmuck, was die «Edelsteine» zu bei den Kelten häufigen Glasperlen machen würde.